# Отреченське
Отреченське (рос. Отреченское) — село у Чановському районі Новосибірської області Російської Федерації.
Входить до складу муніципального утворення Отреченська сільрада. Населення становить 514 осіб (2010).

## Історія
Згідно із законом від 2 червня 2004 року органом місцевого самоврядування є Отреченська сільрада.

## Населення
| 2002 | 2007 | 2010 |
| ---- | ---- | ---- |
| 547  | ↗591 | ↘514 |